# Arumuni w Grecji
Arumuni w Grecji – romańskojęzyczna grupa etniczna mieszkająca w Grecji nazywana Arumunami.

## Nazwa etniczna
Na terenie Grecji są używane dwie nazwy: Vlachos i Vlachoi (Βλάχος i Βλάχοι) oraz endoetnonim: Armãnj. Wpłynął on na powstanie używanej w relacjach międzynarodowych nazwy „Aromanian”. W języku polskim nazwa Arumuni pojawiła się w latach 50. XX wieku w pracy Zbigniewa Gołąba. Arumuni mieszkujący na terenie Epiru mówią o sobie Armãnj, a ci na północ od Salonik nazywają się Vlachami (od Vlach).

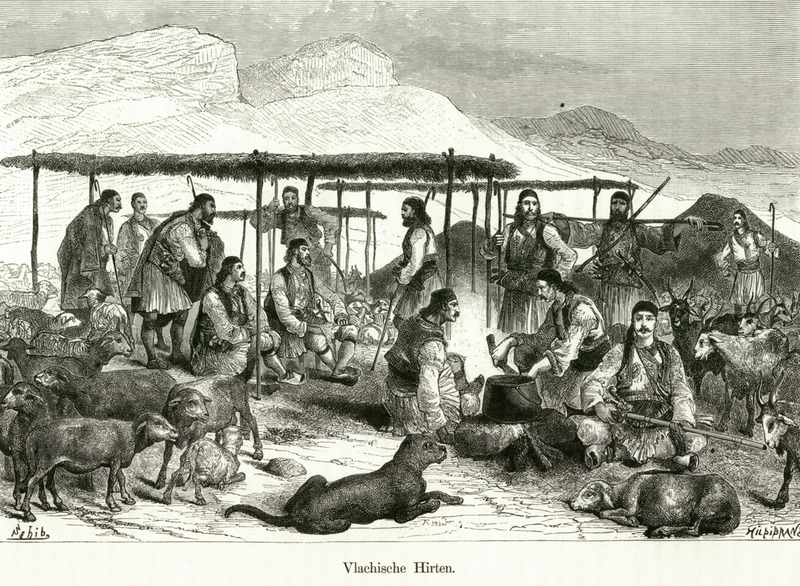
Vlachowie. Rysunek z 1887 roku z książki Griechenland in Wort und Bild Amanda von Schweiger-Lerchenfelda.

Obecnie (2021) szacuje się, że na terenie Grecji mieszka około 200 tysięcy Arumunów. Jedyne znane oficjalne dane pochodzą ze spisu, który odbył się w 1951 roku, wtedy w Grecji mieszkało ich 39 855. Mieszkają oni na terenach Epiru (Samarina, Metsowo, Kleisoura) i w Tesalii (okolice Olimpu). Po II wojnie światowej głównym ośrodkiem jest Metsowo.
W Grecji oficjalnie nie uznaje się mniejszości etnicznych. Władze dążą do ich asymilacji. Z tego powodu Arumuni składali skargi do Biura do Spraw Języków Rzadziej Używanych (European Bureau for Lesser Used Languages) protestując przeciwko niemożności swobodnego używania własnego języka.
Równocześnie od 1985 roku może działać Unia Vlaskich Stowarzyszeń Kulturalnych (Πανελλήνια Ομοσπονδία Πολιτιστικών Συλλόγων Βλάχων), która organizuje festiwale, koncerty, odczyty naukowe, a także zjazdy greckich Arumunów z całego świata (Παγκόσμια Βλάχικη Αμφικτιονία – World Vlach Amphictyony). Skupia ona 130 organizacji takich jak: zespoły folklorystyczne, muzea, stowarzyszenia, organizacje młodzieżowe itp.

## Edukacja

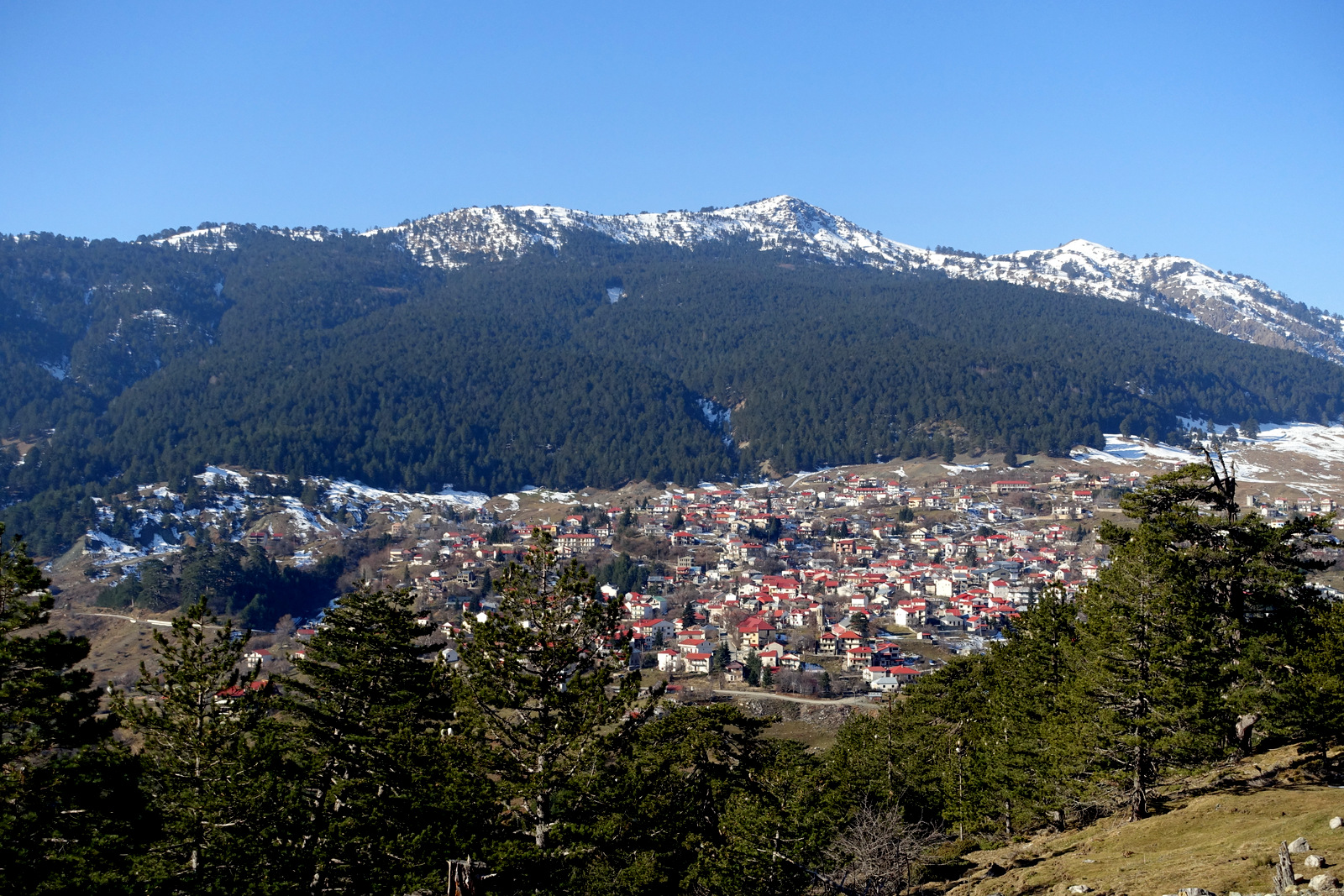
Samarina w Grecji zamieszkiwana przez Arumunów.

Rumunia starała się przekonać Vlachów/Arumunów do ich rumuńskiej przynależności narodowej i przed II wojną światową wspierała ludność vlaską w Grecji. Język rumuński miał zastąpić języki vlaskie. W tym celu finansowała, na podstawie zawartej po I wojnie światowej dwustronnej umowy, działające na terenie Grecji szkoły, zarówno podstawowe, jak i średnie z językiem rumuńskim. Działania te nie były dobrze postrzegane przez mieszkających w Grecji Arumunów. Szkoły przestały istnieć po II wojnie światowej, gdy wprowadzono jednolity system edukacji z nauką języka greckiego.  
W 2017 roku powstało Stowarzyszenie Arumów w Atenach (Sutsată a Armîńilor di Athina), które podjęło próbę ujednolicenia zasad pisowni i systemu nauczania języka. Filolog i nauczyciel Thomas Tahis opracował podręcznik Μαθαίνουμε τη Βλάχικη γλώσσα, aby ułatwić naukę języka i pomóc w prowadzeniu kursów.